# فندق سيبوس الدولي
فندق سيبوس الدولي (بالإنجليزية: Sybouce international hotel) هو فندق 5 نجوم يتواجد بوسط مدينة عنابة التي تعد من أكبر المدن في الجزائر وأحد المراكز التجارية والصناعية والتعليمية الرئيسية فيها. وعلى بعد 20 دقيقة من مطار عنابة الدولي، يقابل الفندق ضفاف البحر الأبيض المتوسط ساحة الثورة المعروفة بالكور ويطل على أحد أجمل الخلجان في الجزائر (خليج عنابة). ويعتبر فندق سيبوس ملك لشركة الاستثمار الفندقي العمومية التي ساهمت بقطعة الأرضية مساحتها 70 ألف م².

## المرافق
يوفر الكثير من التسهيلات لضيوف الفندق مثل مكتب سياحي، خدمة التذاكر وأمن. يضم الفندق 588 غرفة ساحرة مزودة بمجموعة من المرافق الأساسية لضمان إقامة ممتعة للنزلاء كما يوجد ضمن الفندق مطعمين ومسبح حيث يمكن للزبائن الإستمتاع بالجلوس في المساء. يقع على مبعدة 20 دقيقة عن مطار عنابة الدولي و 5 دقائق عن ميناء عنابة التجاري.

## فعاليات
أحتضن فندق سيبوس فعاليات مهرجان عنابة للفيلم المتوسطي 2024 من مبيت الفنانين وإقامة ملتقيات وندوات سينمائية 

## وصلة خارجية
- فندق سيبوس الدولي